# Harpen (Bochum)
Harpen (eigentlich „Kirchharpen“ zur Unterscheidung von Kornharpen) ist ein Stadtteil im Nordosten von Bochum in Nordrhein-Westfalen. Er liegt fast ausschließlich in dem Stadtbezirk Nord. Der statistische Bezirk 38 Harpen/Rosenberg hat rund 8500 Einwohner.

## Geschichte
Harpen existierte als dörfliche Gemeinschaft vor dem Jahre 1000. Die St.-Vinzentius-Kirche  mit Elementen, die um das Jahr 1000 datiert werden, beweist dies. Harpen war vom Mittelalter bis 1817 ein Teil des Oberamts im Amt Bochum der Grafschaft Mark.
Harpener Bauern waren – so erzählt eine Sage – in eine Episode der Großen Dortmunder Fehde (1388/1389) verwickelt. Bei einem Ausfall der Dortmunder gegen Graf Engelbert III. von der Mark raubten sie das Harpener Vieh. Bochumer Junggesellen gewannen es zurück. Zum Dank gestattete Engelbert ihnen, alljährlich in den gräflichen Waldungen im Bockholt bei Harpen eine ausgewachsene Eiche als Maibaum zu schlagen. So entstand die Tradition des Maischützenfestes unter der Federführung der Bochumer Maiabendgesellschaft.
In und um den agrarischen Kern entstand um 1850 ein halbes Dutzend Zechen, darunter Prinz von Preußen, Heinrich Gustav und Amalia, unter Federführung der Harpener Bergbau AG, die später zu den größten Zechenkonzernen an der Ruhr gehörte.
Harpen wurde am 1. April 1926 durch das Gesetz über die Neuregelung der kommunalen Grenzen im rheinisch-westfälischen Industriebezirke nach Gerthe eingemeindet. Ab 1965 wurde im nördlichen Teil Harpens über eine Periode von zehn Jahren die Siedlung Auf dem Rosenberg gebaut, um die Wohnungsnot in Bochum zu lindern. Die Siedlung besteht aus circa 1300 Wohnungen mit über 4000 Einwohnern.

## Vereine
In Harpen gibt es zwei Fußballvereine,  den TuS Harpen und den Blau Weiß Grümerbaum, der zunächst in Hiltrop gegründet wurde und nachher nach Harpen umsiedelte.

## Religion
Es gibt zwei Kirchengemeinden, die katholische Heilig-Geist-Gemeinde mit der Heilig-Geist-Kirche und die Evangelische Kirchengemeinde Harpen mit der über 1000 Jahre alten Vinzentius-Kirche.

## Bauwerke
Im Grenzgebiet zwischen Harpen und den Bochumer Stadtteilen Werne und Kornharpen befindet sich der Ruhr-Park, eines der größten deutschen Einkaufszentren.
Die Ehemalige Flak-Kaserne Bochum-Harpen entstand in den 1930er Jahren.

## Bevölkerung
Am 31. Dezember 2024 lebten 8.642 Einwohner in Harpen.
Strukturdaten der Bevölkerung in Harpen:
- Minderjährigenquote: 14,8 % [Bochumer Durchschnitt: 15,2 % (2024)]
- Altenquote (60 Jahre und älter): 36,6 % [Bochumer Durchschnitt: 29,3 % (2024)]
- Ausländeranteil: 12,4 % [Bochumer Durchschnitt: 17,0 % (2024)]
- Arbeitslosenquote: 6,3 % [Bochumer Durchschnitt: 8,9 % (2017)]